# Покровская женская гимназия
Покровская женская гимназия — среднее учебное заведение в Российской империи, в Санкт-Петербурге. Находилась по адресу — Большой проспект Васильевского острова, д. 85

## История
Открыта при Покровской общине сестер милосердия, находившейся на Васильевском острове в районе Гавани и Чекуш, где проживало, в основном, бедное население. Сама община была основана в ноябре 1858 года для попечения о приходящих больных и для воспитания бедных бесприютных детей, пользовалась покровительством вел. кн. Александры Петровны, жены вел. кн. Николая Николаевича-старшего .
Здание гимназии, деревянное на каменном фундаменте, построено в 1876 году К началу XX века имела интернат, где проживали 100 девочек.
Председателем в педагогическом совете гимназии был Я. Г. Мор.
Существовала вплоть до Октябрьской революции (1917).

## Известные преподаватели
- Опатович, Стефан Иванович — протоиерей, писатель, преподаватель.
- Любомиров, Павел Григорьевич (1915—1917) — советский историк, этнограф, педагог, профессор.

## Известные выпускники
Пелагея Кочина (1916, с золотой медалью) — в будущем известный советский учёный-гидродинамик, академик АН СССР.